# میدونستی که زیر بلوار اقیانوس تونلی هست
میدونستی که زیر بلوار اقیانوس تونلی هست (انگلیسی: Did You Know That There's a Tunnel Under Ocean Blvd) نهمین آلبوم استودیویی خواننده-ترانه‌سرای آمریکایی لانا دل ری است که در ۲۴ مارس ۲۰۲۳ توسط اینترسکوپ و پالیدور رکوردز منتشر شد. در تهیهٔ این آلبوم، دل ری با تهیه‌کنندگان گوناگونی شامل مایک هرموسا، جک آنتونوف، درو اریکسون، زک داوز و بنجی همکاری کرد و خوانندگانی مانند جان باتیست، بلیچرز، و سیمل در تعدادی از قطعات حضور دارند.
میدونستی که زیر بلوار اقیانوس تونلی هست نقدهای عموماً مثبتی از منتقدان موسیقی گرفت و برخی سبک ترانه‌سرایی دل ری را ستودند. سه تک‌آهنگ پیش از انتشار آلبوم منتشر شد: قطعهٔ هم‌نامِ آلبوم به‌عنوان تک‌آهنگ آغازین در ۷ دسامبر ۲۰۲۲، در حالی که «A&W» به‌عنوان دومین تک‌آهنگ آلبوم در ۱۴ فوریه ۲۰۲۳ منتشر شد. «خانوادهٔ گرنت» نیز یک ماه بعد در ۱۴ مارس ۲۰۲۳ منتشر شد. این آلبوم در شصت و ششمین مراسم جوایز گرمی نامزد دریافت جایزه بهترین آلبوم سال و بهترین آلبوم موسیقی آلترناتیو شد.

## پیش‌زمینه و انتشار
این آلبوم که در ابتدا برای انتشار در ۱۰ مارس ۲۰۲۳ برنامه‌ریزی شده بود، به دلایل نامشخصی تا ۲۴ مارس به تعویق افتاد. فهرست قطعات این آلبوم در ۱۳ ژانویه ۲۰۲۳ اعلام شد.این آلبوم در ۲۴ مارس ۲۰۲۳ در سراسر جهان در قالب‌های مختلفی از جمله صفحه وینیل و نوار کاست منتشر شد.

## ساختار هنری
میدونستی که زیر بلوار اقیانوس تونلی هست به‌عنوان آلبوم آمریکانا-پاپ، سایکدلیک و آلترناتیو پاپ توصیف شده‌است، و شامل تأثیراتی از گاسپل، فولک، ترپ، راک، سول و تریپ هاپ است. این آلبوم در تضاد با رویکرد سنتی دل ری از «جهان‌سازی» است که در آثار دیگر او، مانند نورمن فاکینگ راک‌ول! (۲۰۱۹) مشاهده می‌شود. دل ری خلق موسیقی را «کاملاً بی دردسر» خواند و گفت که او می‌خواهد موسیقی «عنصری معنوی» داشته باشد. این آلبوم که توسط دل ری به همراه جک آنتونوف، مایک هرموسا، درو اریکسون، زک داوز و بنجی تهیه شده‌است. خوانندگان مهمان شامل جان باتیست، سیمل، ریوپی، فادر جان میستی، بلیچرز (به رهبری آنتونوف) و تامی جنسیس است.

### ترانه‌ها
این آلبوم مجموعه‌ای ۱۶ قطعه‌ای است که از ۱۴ ترانه و دو قطعهٔ گفتاری تشکیل شده‌است. قطعهٔ سیزدهم یعنی «مارگارت»، از نامزد آنتونوف، مارگارت کوالی، الهام گرفته شده‌است و گروه آنتونوف، بلیچرز در آن حضور دارد. دل ری «کینتسوگی» و «نوک انگشتان» را «فوق‌العاده بلند و لغت‌دار» توصیف کرد که حاوی «خصوصی‌ترین افکار» او بود. این آلبوم با «Taco Truck x VB»، نسخه‌ای از تک‌آهنگ ۲۰۱۸ او «ونیز بچ» از نورمن فاکینگ راک‌ول! (۲۰۱۹) به پایان می‌رسد. نسخه ای از «ونیز بچ» که در این قطعه به نمایش گذاشته شده‌است «نسخه کثیف، سنگین، اصلی و شنیده‌نشدهٔ 'ونیز بچ'» است.

## طرح روی جلد
طرح روی جلد آلبوم توسط همکار دیرینهٔ دل ری، نیل کروگ، عکاسی شد و از بین ۶۵ تصویر مختلف انتخاب شد، از جمله یکی که در آن خواننده برهنه ظاهر شد. دل ری در مورد تصمیم خود مبنی بر استفاده نکردن از تصویر برهنه، گفت که «می‌خواست چیزی را در مورد خودم فاش کند که من واقعاً فکر می‌کردم زیباست»، اما بعداً فکر کرد که آیا برهنه نشان دادن یک بیان هنری است یا برآورده شدن نیاز به دیده شدن. او در نهایت در خصوص تصویر گفت «فعلاً اجازه می‌دهم ترانه‌ها صحبت کنند.»

## تبلیغ
برای تبلیغ آلبوم، دل ری چندین حضور در رسانه‌ها داشت. این آلبوم در ۷ دسامبر ۲۰۲۲ اعلام شد و برای پیش‌سفارش در دسترس قرار گرفت. دل ری شمارهٔ مارس ۲۰۲۳ مجلهٔ اینترویو را پوشش داد، که در آن بیلی آیلیش با او مصاحبه کرد. او با کریستین رابینسون برای یک فیلم بیلبورد در مورد دل ری که برنده جایزه افتتاحیه ویژنری در زنان در موسیقی بیلبورد ۲۰۲۳ شد، مصاحبه کرد.

### تک‌آهنگ‌ها
سه تک آهنگ از آلبوم منتشر شده‌است. قطعهٔ هم‌نامِ آلبوم با پیش‌سفارش آلبوم بدون اعلام قبلی به‌عنوان تک‌آهنگ آغازین در ۷ دسامبر ۲۰۲۲ منتشر شد. این ترانه در رتبه ۲۳ جدول ترانه‌های داغ راک و آلترناتیو بیلبورد ایالات متحده قرار گرفت و نقدهای مثبتی از منتقدان دریافت کرد. «A&W» به‌عنوان دومین تک‌آهنگ آلبوم در ۱۴ فوریه ۲۰۲۳ منتشر شد. این آهنگ در جدول آهنگ‌های داغ بیلبورد و آهنگ‌های آلترناتیو بیلبورد به رتبه ۱۰ رسید، و در رتبه ۵ در نمودار فوران‌کنندهٔ زیر هات ۱۰۰ رسید. «A&W» برای کار تجربی و اشعار خود تحسین منتقدان را به همراه داشت. «د گرانتز» در ۱۴ مارس ۲۰۲۳ به‌عنوان سومین تک‌آهنگ از این آلبوم منتشر شد. «د گرانتز» در برنامه فیوچر ساندز رادیو بی‌بی‌سی ۱ با برنامه کلارا آمفو پخش شد و متعاقباً در پلتفرم‌های استریم منتشر شد. این آهنگ در جدول تک‌آهنگ‌های داغ نیوزیلند در رتبه ۳۵ قرار گرفت.

## بازخورد منتقدان
| بررسی جمعی      | بررسی جمعی |
| منبع            | رتبه‌بندی   |
| --------------- | ---------- |
| انی‌دیسنت‌میوزیک؟ | ۷٫۷/۱۰     |
| متاکریتیک       | ۸۰/۱۰۰     |
| بررسی انتقادی   |            |
| منبع            | رتبه‌بندی   |
| آل‌میوزیک        | [ ۳۵ ]     |
| کلش             | ۷/۱۰       |
| DIY             | [ ۳۷ ]     |
| Exclaim!        | ۹/۱۰       |
| گاردین          | [ ۳۹ ]     |
| ایندیپندنت      | [ ۴۰ ]     |
| لاین آو بست فیت | ۷/۱۰       |
| ان‌ام‌ئی          | [ ۴۲ ]     |
| پیچفورک         | ۸٫۳/۱۰     |
| دیلی تلگراف     | [ ۴۴ ]     |

میدونستی که زیر بلوار اقیانوس تونلی هست به‌طور کلی نقدهای مثبتی از طرف منتقدان موسیقی دریافت کرد. این آلبوم در وبگاه متاکریتیک بر اساس نظر ۲۵ منتقد، امتیاز ۸۰ از ۱۰۰ را کسب کرد که نشان‌دهندهٔ «نقدهای عموماً مطلوب» است.
در ژوئن ۲۰۲۳، آلترناتیو پرس فهرستی بدون رتبه از ۲۵ آلبوم برتر سال تا به امروز را منتشر کرد که این آلبوم هم در فهرست بود. این نشریه آن را «عجیب و دوست‌داشتنی، دارای نرمی زیبایی‌شناختی و ساختاری از هنرمندی که ژانر و فرم را به چالش می‌کشد» توصیف کرد.

## جدول‌ها
| جدول (۲۰۲۳)                                    | بالاترین جایگاه |
| ---------------------------------------------- | --------------- |
| آلبوم‌های استرالیایی (ای‌آرآی‌ای)                 | ۱               |
| آلبوم‌های اتریشی (آلبوم‌های او۳)                 | ۴               |
| آلبوم‌های بلژیکی (اولتراتاپ فلاندرز)            | ۱               |
| آلبوم‌های بلژیکی (اولتراتاپ والونیا)            | ۲               |
| آلبوم‌های کانادایی (بیلبورد)                    | ۳               |
| آلبوم‌های بین‌المللی کرواسی (HDU)                | ۲               |
| آلبوم‌های چک (ČNS IFPI)                         | ۱۰              |
| آلبوم‌های دانمارکی (هیت‌لیستن)                   | ۶               |
| آلبوم‌های هلندی (جدول‌های هلند)                  | ۱               |
| آلبوم‌های فنلاندی (جدول رسمی فنلاند)            | ۶               |
| آلبوم‌های فرانسوی (اس‌ان‌ئی‌پی)                    | ۲               |
| آلبوم‌های آلمانی (۱۰۰ آلبوم برتر رسمی)          | ۳               |
| آلبوم‌های یونانی (آی‌اف‌پی‌آی یونان)               | ۱               |
| آلبوم‌های مجارستانی (ماهاز)                     | ۸               |
| آلبوم‌های ایسلندی (Plötutíðindi)                | ۴               |
| آلبوم‌های ایرلندی (شرکت جدول‌های رسمی)           | ۱               |
| آلبوم‌های ایتالیایی (FIMI)                      | ۸               |
| آلبوم‌های لیتوانیایی (AGATA)                    | ۴               |
| آلبوم‌های نیوزیلند (RMNZ)                       | ۱               |
| آلبوم‌های نروژی (وی‌جی-لیستا)                    | ۲               |
| آلبوم‌های لهستانی (ZPAV)                        | ۴               |
| آلبوم‌های پرتغالی (ای‌اف‌پی)                      | ۱               |
| آلبوم‌های اسکاتلندی (شرکت جدول‌های رسمی)         | ۱               |
| آلبوم‌های اسلواکی (ČNS IFPI)                    | ۱۳              |
| آلبوم‌های اسپانیایی (پروموزیکای)                | ۶               |
| آلبوم‌های سوئد (Schweizer Hitparade)            | ۶               |
| آلبوم‌های سوئیسی (جدول موسیقی سوئیس)            | ۴               |
| آلبوم‌های بریتانیا (شرکت جدول‌های رسمی)          | ۱               |
| بیلبورد ۲۰۰ ایالات متحده                       | ۳               |
| آلبوم‌های آلترنیتیو برتر ایالات متحده (بیلبورد) | ۱               |
| آلبوم‌های راک و آلترناتیو برتر آمریکا (بیلبورد) | ۱               |

## گواهی‌نامه‌ها
| منطقه                                   | گواهی | واحد گواهی‌شده/فروش |
| --------------------------------------- | ----- | ------------------ |
| کانادا (میوزیک کانادا)                  | طلا   | ۴۰٬۰۰۰             |
| لهستان (زدپی‌ای‌وی)                       | طلا   | ۱۰٬۰۰۰             |
| بریتانیا (بی‌پی‌آی)                       | طلا   | ۱۰۰٬۰۰۰            |
| رقم فروش+پخش جاری تنها بر پایهٔ گواهی‌ها. |       |                    |

## تاریخچهٔ انتشار
| منطقه | تاریخ        | فرمت‌ها                                              | ناشر              | منا.  |
| ----- | ------------ | --------------------------------------------------- | ----------------- | ----- |
| مختلف | ۲۴ مارس ۲۰۲۳ | سی‌دی دانلود دیجیتالی استریم صفحه گرامافون نوار کاست | اینترسکوپ پالیدور | [ ۴ ] |